# Matthias Liebich
Matthias Liebich (* 1958) ist ein deutscher Chordirigent, Domkapellmeister und Kirchenmusikdirektor.

## Leben und Wirken

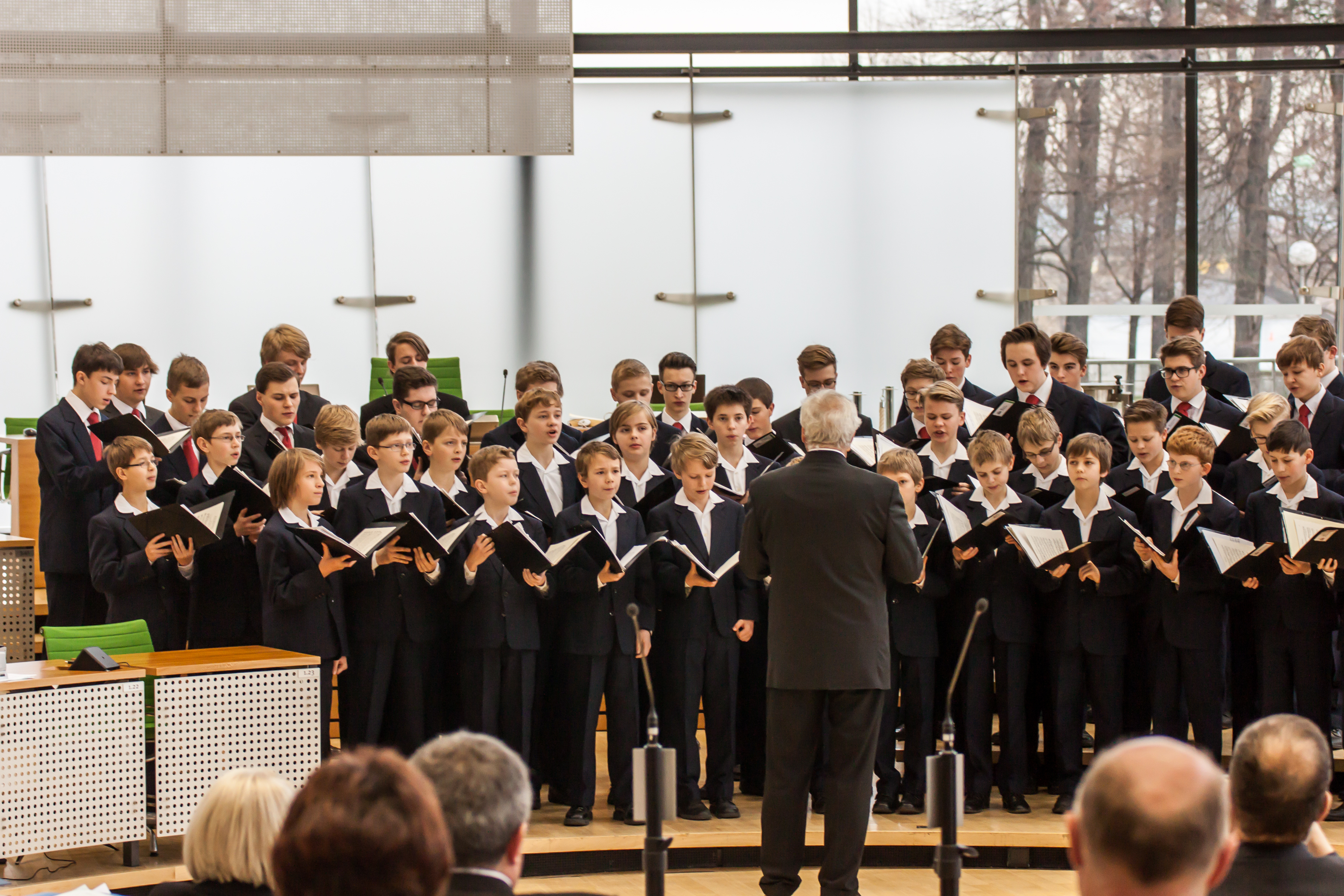
Matthias Liebich dirigiert die Dresdner Kapellknaben

Liebich erhielt zu DDR-Zeiten eine Ausbildung zum Orgelbauer und studierte dann Dirigieren und Korrepetition an der Musikhochschule Dresden mit dem Abschluss als Kapellmeister. Er arbeitete in dieser Funktion am Deutsch-Sorbischen Volkstheater in Bautzen und an den Landesbühnen Sachsen in Radebeul; dazu gastierte er an zahlreichen Bühnen Deutschlands und Europas.
Während der Wende 1989/1990 stand er zusammen mit dem späteren Intendanten Christian Schmidt und dem Schauspieler Horst Mendelsohn bereit, Verantwortung für die Führung der Landesbühnen zu übernehmen, um sie durch die schwierigen Zeiten zu bringen.
Im Jahr 1997 wurde Liebich, der einst selbst dort ein Kapellknabe gewesen war, zum Chordirektor der Dresdner Kapellknaben und zugleich zum Domkapellmeister der Katholischen Hofkirche in Dresden berufen. Dort wirkte er bis zum Eintritt in den Ruhestand im Juli 2022. Er wurde am 10. Juli 2022 im Rahmen einer Hl. Messe in der Katholischen Hofkirche durch Bischof Heinrich Timmerevers verabschiedet und mit dem päpstlichen Orden Pro Ecclesia et Pontifice „für 25 Jahre im Dienst der Dresdner Kapellknaben und der Sakralmusik der Kathedrale“ ausgezeichnet. Sein Nachfolger als Domkapellmeister und Leiter der Kapellknaben ist seit dem 1. September 2022 Christian Bonath.
Im Juni 2008 wurde Liebich, der auch den Dresdner Kathedralchor leitet, zum Kirchenmusikdirektor ernannt. Dazu ist er an der Hochschule für Musik Carl Maria von Weber Dresden Lehrbeauftragter für Dirigieren, Partitur- und Blattspiel und Präsidiumsmitglied des deutschen Verbandes Pueri Cantores.
Liebichs Werk als Komponist zeigt sich in mehreren Schauspielmusiken, Musicals sowie geistlichen Werken.